# 小行星4687
小行星4687（4687 Brunsandrej）是一颗绕太阳运转的小行星，为主小行星带小行星。该小行星于1979年9月24日发现。

## 轨道参数
小行星4687的轨道半长轴为3.1088418 UA，离心率为0.150。